# Adoncholaimus oxyuroides
Adoncholaimus oxyuroides är en rundmaskart som först beskrevs av Allgen 1934.  Adoncholaimus oxyuroides ingår i släktet Adoncholaimus och familjen Oncholaimidae. Arten är reproducerande i Sverige. Inga underarter finns listade i Catalogue of Life.